# Larry Simms
Larry Lee Simms (* 1. Oktober 1934 in Los Angeles, Kalifornien, USA) wurde als US-amerikanischer Kinderdarsteller bekannt.

## Leben und Werk
Larry Simms war bereits mit zwei Jahren als Model tätig. Durch ein Werbefoto in der Saturday Evening Post wurde Hollywood auf ihn aufmerksam. Sein Filmdebüt hatte er in Der letzte Gangster. Kurz darauf erhielt er in Blondie die Rolle des Baby Dumpling beziehungsweise Alexander Bumstead, die er bis 1950 in allen 28 Filmen der Serie spielte. In dieser Zeit war er vereinzelt in anderen Filmen zu sehen, darunter auch in zwei Filmen von Frank Capra, nämlich 1939 Mr. Smith geht nach Washington und 1946 Ist das Leben nicht schön?. In Mr. Smith geht nach Washington wurde er in den Credits als Baby Dumpling gelistet. Kurz nach Ende der Blondie-Filme beendete er seine kurze Schauspielkarriere. Nach dem Dienst bei der United States Navy studierte er Luftfahrttechnik an der California Polytechnic State University und arbeitete danach bis zu seiner Pensionierung am Jet Propulsion Laboratory in Pasadena. In dieser Zeit zog er sich völlig aus der Öffentlichkeit zurück und wollte nicht an seine Filmkarriere erinnert werden.
Laut Brad Wimer, „einem guten Freund“, soll er nach seiner Pensionierung für die Fluor Corporation zunächst in Saudi-Arabien bei einer Ölgesellschaft und danach in Thailand gearbeitet haben. Nach seiner endgültigen Pensionierung soll er in Thailand geblieben und am 17. Juni 2009 in Chon Buri an einer Lungenkrankheit gestorben sein. Dies bestätigt auch Find a Grave, ohne allerdings ein Grab angeben zu können. Great Entertainers Archives bestätigt ebenfalls das Todesdatum und beruft sich dabei auf den Social Security Death Index. Der Blog klagt aber auch, dass es keine Nachrufe auf Larry Simms gegeben habe. Zwei US-amerikanische Lokalzeitungen erwähnten bei Berichten über Treffen der noch lebenden Schauspieler des Films Ist das Leben nicht schön? aus Sicht von Karolyn Grimes beziehungsweise Jimmy Hawkins jeweils in einem Nebensatz, dass Larry Simms gestorben sei. Andere Seiten geben dagegen kein Todesdatum an (siehe auch die Normdaten), und auch Carol Lynn Scherling erwähnt nichts davon in ihrem Buch über die Blondiefilme aus dem Jahr 2014.

## Filmografie
- 1937: Der letzte Gangster (The Last Gangster)
- 1938: Blondie
- 1939: Blondie Meets the Boss
- 1939: Blondie Takes a Vacation
- 1939: Mr. Smith geht nach Washington (Mr. Smith Goes to Washington)
- 1939: Blondie Brings Up Baby
- 1940: Blondie on a Budget
- 1940: Blondie Has Servant Trouble
- 1940: Blondie Plays Cupid
- 1941: Blondie Goes Latin
- 1941: Blondie in Society
- 1942: Blondie Goes to College
- 1942: Blondie’s Blessed Event
- 1942: Die Gaylords (The Gay Sisters)
- 1942: Blondie for Victory
- 1943: It’s a Great Life
- 1943: Footlight Glamour
- 1945: Leave It to Blondie
- 1945: Life With Blondie
- 1946: Blondie’s Lucky Day
- 1946: Blondie Knows Best
- 1946: Ist das Leben nicht schön? (It’s a Wonderful Life)
- 1947: Blondie’s Big Moment
- 1947: Blondie’s Holiday
- 1947: Goldene Ohrringe (Golden Earrings)
- 1947: Clara Schumanns große Liebe (Song of Love)
- 1947: Blondie in the Dough
- 1947: Blondie’s Anniversary
- 1948: Blondie’s Reward
- 1948: Blondie’s Secret
- 1949: Blondie’s Big Deal
- 1949: Madame Bovary und ihre Liebhaber (Madame Bovary)
- 1949: Blondie Hits the Jackpot
- 1950: Blondie’s Hero
- 1950: Beware of Blondie
- 1951: Her First Romance